# Hathnora
Hathnora is een dorpje in de Narmadavallei in Centraal-India waar archeoloog Soniaka van de Geological Survey of India resten vond van wat volgens hem afkomstig was van een Homo erectus van 600.000 tot 700.000 jaar oud. De resten leken te behoren tot een vrouw van rond de dertig die door Sonakia Homo erectus narmadensis werd genoemd. Andere wetenschappers zoals Sankhyan en Kennedy vermoeden echter dat dit een archaïsche Homo sapiens betreft. Hier is ook Acheuléen-gereedschap teruggevonden en resten van slurfdieren en holhoornigen.
Sankhyan vond in 1997 resten van onder meer een hominide sleutelbeen en werktuigen uit het midden- of laatpaleolithicum.